# 夢幻騎士
《夢幻騎士》（又译作）是1999年ATLUS發行於PlayStation平台的一款戰略角色扮演遊戲，為夢幻騎士系列的第一部作品。
同於其他夢幻騎士系列的作品，此作也是由漆原智志擔任人物設定。遊戲配樂由岩垂德行製作。

## 故事背景
主角原本是位孤兒，在幼年時被羅蘭迪亞（Rolandia）的宮廷魔法師——珊德拉女士（Lady Sandra）帶回扶養長大。成年後的主角與他的同伴——緹琵（Tippi，由珊德拉所創造的一位妖精型的何蒙庫魯茲／魔導生命體）一起踏上冒險的旅程。
在這世界中，魔法的力量被稱為Growshu。而能驅使Growshu的使者被稱作Growsian。主角的妹妹——露易絲即為一位Growsian。
此外，翼人（Featherian）亦存在於此世界中。傳說過去人類曾經與翼人攜手合作拯救了世界。但目前，翼人皆隱居於偏遠處甚少與人類來往。

## 登場人物
卡麥茵 佛斯麥爾（Carmaine Fallsmyer) 配音：千葉進歩
年齡：17歲，身高：172公分
本故事的男主角。從剛出生就是個孤兒，爾後被羅蘭迪亞（Rolandia）的宮廷魔法師——珊德拉女士（Lady Sandra）帶回宮廷裡扶養長大。在卡麥茵的成長過程中，珊德拉禁止他離開宮廷或與外界接觸。在他成年時，珊德拉告訴他該離開羅蘭迪亞去經歷外面的世界。
緹琵（Tippi）配音：豊口惠
年齡：2週，身高：16.4公分
由珊德拉用魔法所創造的一位妖精型的何蒙庫魯茲／魔導生命體，目的是監視著卡麥茵，並給予必要的協助。她可以心靈感應直接與珊德拉聯絡。
露易絲 佛斯麥爾（Louise Fallsmyer）配音：小松里歌
年齡：14歲，身高：154公分
卡麥茵的義妹；宮廷魔法師——珊德拉女士的親生女兒。在日全蝕之日出生，因此是位擁有與生俱來的強大魔法能力的Growsian。

## 夢幻騎士（PSP）
ATLUS於2009年5月14日發行了夢幻騎士PSP移植版。移植版中有追加新的遊戲內容與章節，並且重新調整了整體畫面以符合PSP的解析度。
PSP版是由夢幻騎士PS版的原製作團隊所開發，由同為《女神異聞錄 Devil Survivor》的製作人─高田慎二郎所擔任總監，以及同樣參與《女神異聞錄 Devil Survivor》製作團隊的葉月陽所負責編劇。

### 新登場角色
阿梅莉亞(Amelia)，配音：田村由香里
年齡：19歲，身高：164公分
梅爾菲(Melfie)，配音：富田麻帆
年齡：16歲，身高：162公分
賈斯汀(Justin)，配音：增古康紀
年齡：22歲，身高：184公分

### 主題曲
片頭曲
- 「Tomorrow」（主唱：田村由香里）
- 「Crimson Star」（主唱：富田麻帆）

片尾曲
- 「sank link」（主唱：富田麻帆）

## 外部連結
- 日文官方網站
- 日文官方網站（PSP版） （页面存档备份，存于）